# NGC 2119
NGC 2119 este o galaxie eliptică situată în constelația Orion. A fost descoperită în 9 ianuarie 1880 de către Édouard Stephan⁠(d).